# Hillsboro, Oregon
- Vedeți și Hillsboro (dezambiguizare)

Hillsboro este un oraș și sediul comitatului Washington din statul Oregon, Statele Unite ale Americii.

## Personalități născute aici
- Eddie Fisher (n. 1972), baterist.